# Grande Hotel de Ouro Preto
Grande Hotel de Ouro Preto é um hotel localizado em Ouro Preto, Minas Gerais. Construído em 1940, é uma das primeiras obras do arquiteto Oscar Niemeyer (1907-2012). O Serviço do Patrimônio Histórico e Artístico (SPHAN), precursor do Instituto do Patrimônio Histórico e Artístico Nacional , designou a cidade de Ouro Preto como local histórico e destino turístico nacional. SPHAN, em consulta com o arquiteto Lúcio Costa, encomendou a construção de um hotel moderno na cidade. O design de Niemeyer foi escolhido em detrimento de Carlos Leão (1906-1983).

## História
Em 1938, o governo de Minas Gerais, percebendo a necessidade de construção de um grande hotel em Ouro Preto, visto que a cidade começou a receber mais turistas depois de seu tombamento a Monumento Nacional, em 1933, iniciou o projeto de construção.
Já havia por parte do poder público um incentivo para que a cidade fosse conhecida no Brasil e fora dele, por representar o ideário de arte genuinamente brasileira, tendo como representante máximo Antônio Francisco Lisboa, que teve sua importância recuperada pelo Movimento Modernista de 22 quando da visita que fizeram a cidade.
O projeto foi solicitado pelo SPHAN -  que tinha como seu diretor Rodrigo Melo Franco de Andrade. Um grupo de colaboradores auxiliaram Melo Franco: Lúcio Costa, Oscar Niemeyer, Carlos Leão, José de Souza Reis, Renato Soeiro e Alcides da Rocha Miranda, e o desenhista Paulo Thedim Barreto.
Para a construção em Ouro Preto foram apresentados dois projetos o “moderno” de Oscar Niemeyer e o projeto “neocolonial” de Carlos Leão. Lúcio Costa assim Justifica a sua escolha:
“Da mesma forma que o bom ventilador e o telefone sobre uma mesa seiscentista ou do Século XVIII não podem constituir motivo de constrangimento para os que gostam  verdadeiramente de coisas antigas – só o novo rico procura escondê-los ou fabricá-los especialmente no mesmo estilo para não destoarem do ambiente; da mesma forma que o automóvel de último modelo trafega pelas ladeiras da cidade monumento sem causar dano visual a ninguém, concorrendo mesmo, talvez, para tornar a sensação de ‘passado’ ainda mais viva, assim, também, a construção de um hotel moderno, de boa arquitetura, em nada prejudicará Ouro Preto, nem mesmo sob o aspecto turístico-sentimental, porque, ao lado de uma estrutura como essa tão leve e nítida, tão moça, se é que posso dizer assim, os telhados velhos se despencando uns sobre os outros, os rendilhados belíssimos das portadas de São Francisco do Carmo, a casa dos Contos, pesadona, com cunhais de pedra do Itacolomy, tudo isto que faz parte desse pequeno passado para nós já tão espesso, como você falou, parecerá muito mais distante, ganhará mais um século, pelo menos, em vetustez. E as duas grandes sombras, cuja presença o Manuel sentiu tão bem, avultarão, - lendárias, quase irreais. E não constituirá um precedente perigoso – possível de ser imitado depois com má arquitetura – , porquanto Ouro Preto é uma cidade já pronta e as suas construções novas, que uma ou outra vez, lá se fizerem, serão obrigatoriamente controladas pelo SPHAN que terá mesmo de qualquer forma, mais cedo ou mais tarde, de proibir em Ouro Preto os fingimentos ‘coloniais’. Quanto aos inúmeros exemplos de fora, Inglaterra e Estados Unidos – principalmente Estados Unidos, em que se tem adotado critério oposto, isto é, o de reproduzir em estilo ‘apropriado’ tudo, até mesmo os interruptores de luz elétrica, eles significam para mim bem pouca coisa. Conheço os ‘grandes artistas’ que orientam essas importantes organizações culturais patrocinadas por senhoras da melhor sociedade, muito ricas e extremamente sensíveis às belezas artísticas da Itália e da Espanha de outros tempos. Lá também as pessoas melhor informadas já não querem saber disso”
A construção do hotel foi motivo de debate na cidade conforme correspondência do então prefeito da cidade Washington de Araujo Dias em resposta ao Diretor do Instituto Histórico Ouro Preto - Vicente de Andrade Racioppi.
“Neste propósito o grande arquiteto brasileiro, Dr. Oscar Niemeyer fez notável estudo e sobre o qual foi moldada a maquete que V. S. afirma ter sido ilógica [...] uma coisa posso afirmar: O hotel de Ouro Preto terá arquitetura. [...]”
A polêmica gerada em torno do projeto repercutiu não só na cidade, mas também por vários veículos de impressa nacional. A batalha foi vencida pelos que defendiam que as curvas modernas de Niemeyer, seriam a melhor solução para Ouro Preto. A obra foi concluída em 1944. Segundo a arquiteta Roberta Ilha Lisboa “a inserção do Grande Hotel marca umas das primeiras inserções modernistas em sítios históricos no país”. 